# Saumtier

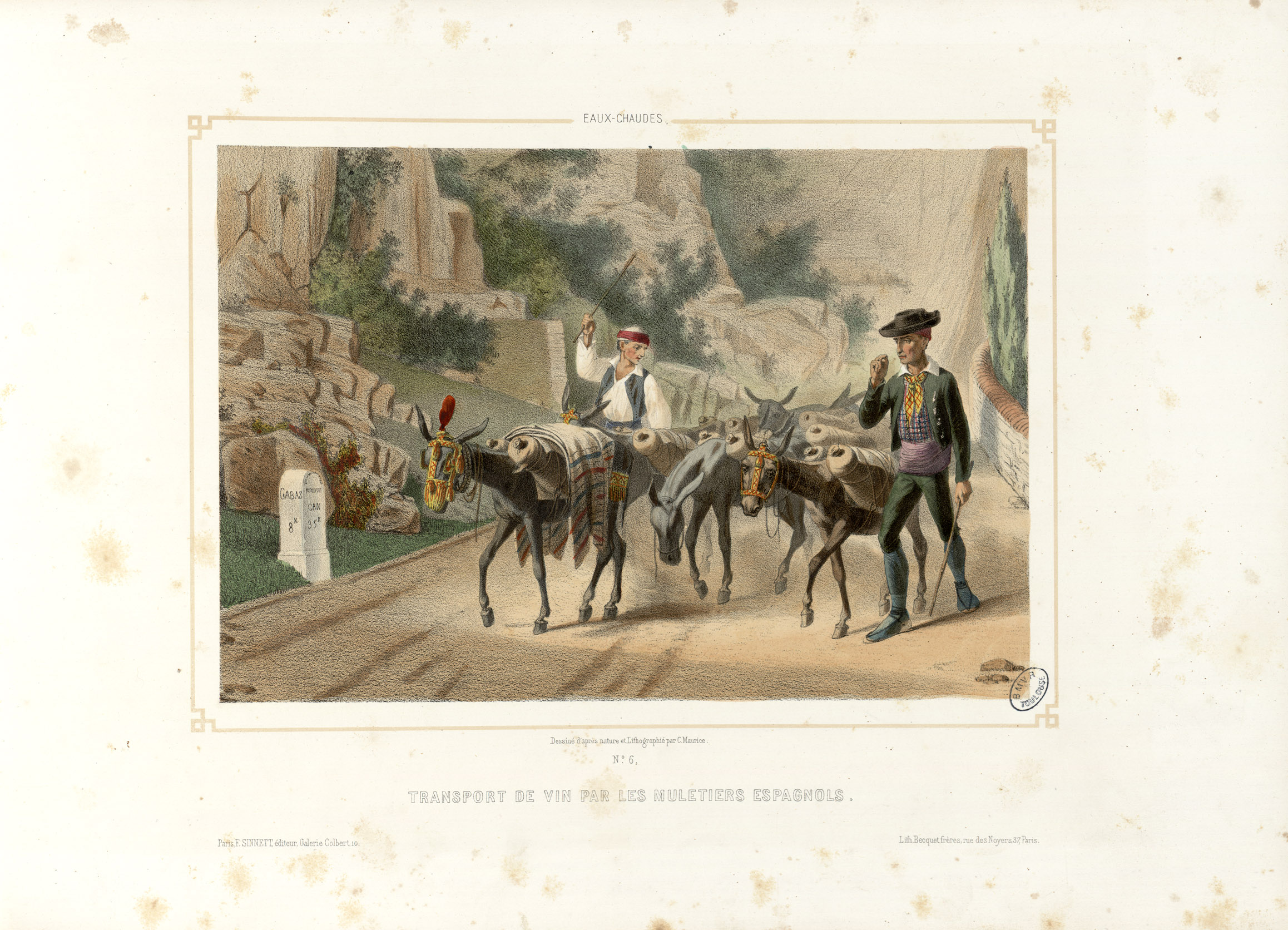
Weintransport per Maultier in Spanien, ca. 1850

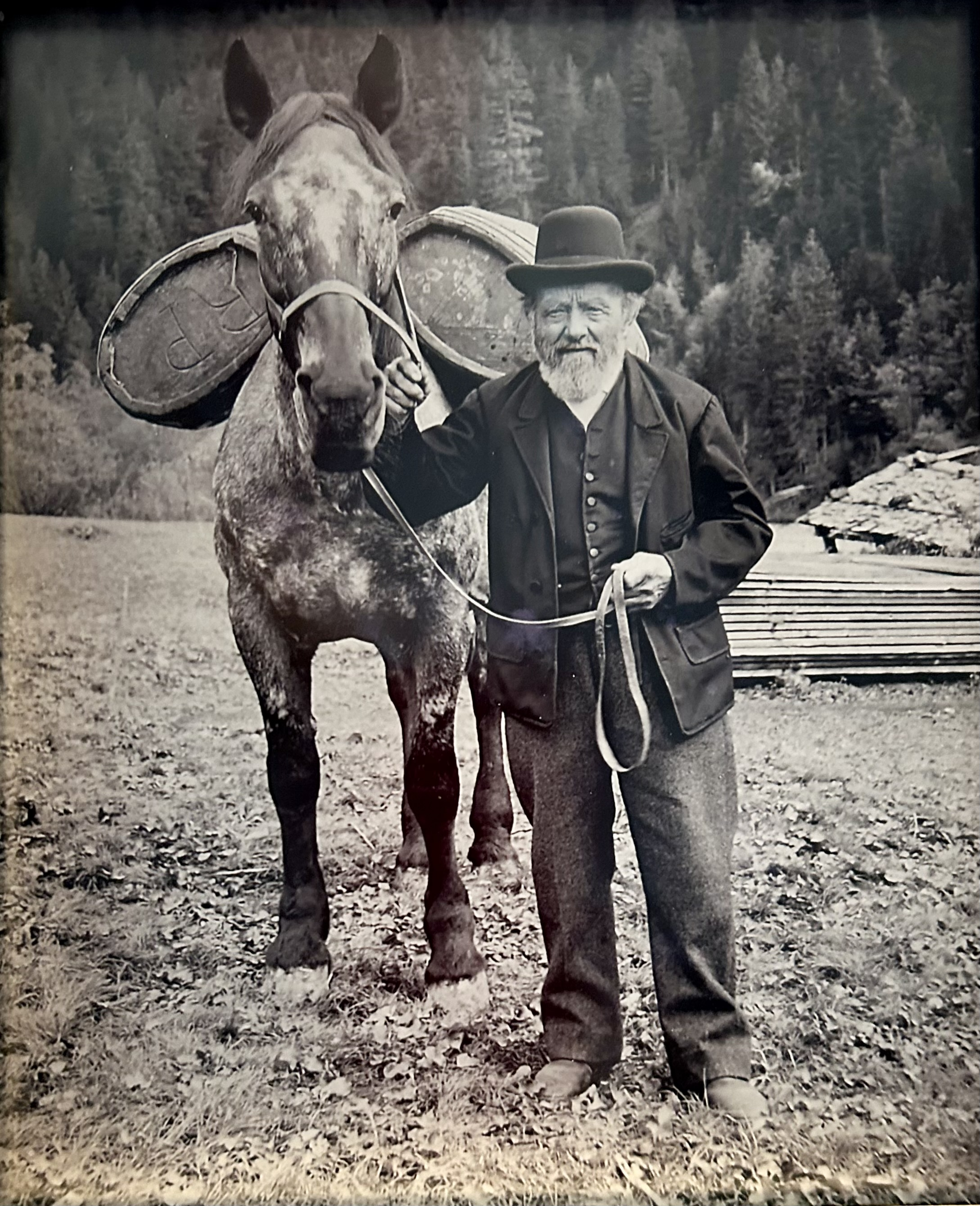
Josua Zinsli, der letzte Säumer am Saumweg über den Glaspass, mit seinem Saumpferd

Als Saumtiere werden Tragtiere bezeichnet, die im Gebirge auf Saumpfaden eingesetzt werden.
Das alte Wort Saum (ahd. und mhd. soum) bedeutet „Traglast“ oder auch „Lasttier“; es geht auf vulgärlateinisch sauma zurück, das „Packsattel“ bedeutet.
Die Bezeichnungen Säumer oder Saumer (im Österreichischen auch Samer) beziehen sich meist auf Personen, die solche Lasttiere hielten, vermieteten oder führten, sie können aber auch die Saumtiere bezeichnen.
Als besonders geeignet haben sich Esel, Maultier und Maulesel erwiesen, die als sehr trittsicher gelten. Diese Eigenschaft ist für den Einsatz in den Alpen sehr wichtig. Daneben sind auch Genügsamkeit, Ausdauer, große Tragfähigkeit und feste Hufe wichtige Voraussetzungen. Es werden auch Pferde (Saumpferde, regional auch Saumrosse genannt) und Ochsen (Saumochsen) eingesetzt.
Ein Saumzug bestand aus einem oder mehreren Tieren, die hintereinander auf dem Saumpfad gehen. Eine Pferdelast wurde Saum genannt und wog, regional unterschiedlich, etwa zwischen 120 und 130 Kilogramm. Oft wurde nur das erste Tier von einem Führer geführt, und die weiteren Tiere liefen angebunden oder frei hinterher.